# Fokkoline Swart
Fokkoline Swart (* 1953 in Wymeer) ist eine deutsche Evangelistin, spezialisiert auf die Kindermission, und Sängerin christlicher Musik.
Nach ihrer Ausbildung zur Krankenschwester, absolvierte Fokkoline Swart von 1975 bis 1977 ein Studium an der Bibelschule St. Chrischona in der Schweiz. Anschließend wurde sie 1977 die erste hauptamtlich angestellte Kindermissionarin der Deutschen Zeltmission. Durch die mobile Mission wurde sie bundesweit bekannt. Der schwedische Arrangeur und Musikproduzent Nils Kjellström, damals für den christlichen Verlag Schulte & Gerth tätig, erkannte das musikalische Talent der Evangelistin und produzierte mit ihr ein Album unter dem Titel Wenn der Tag anbricht. Zu Mitwirkenden dieses Debütalbums zählen Musiker wie Helmut Jost und Frieder Jost von Damaris Joy und der Wetzlarer Jugendchor. Dem erfolgreichen Erstlingswerk folgte einige Jahre später noch einmal eine Produktion unter dem Titel Friede mit euch. Beide Schallplatten erschienen in Koproduktion mit dem Missionswerk ... denn jeder soll die Botschaft hören. Im Folgenden konzentrierte sich Fokkoline Swart jedoch ausschließlich auf ihre evangelistische Tätigkeit.

## Diskografie
- Wenn der Tag anbricht. 1981 Schulte & Gerth / ... denn jeder soll die Botschaft hören
- Friede mit euch. 1983 Schulte & Gerth / ... denn jeder soll die Botschaft hören